# W.D. & H.O. Wills

Reklame mit der Wuppertaler Schwebebahn als Motiv, 1901

W.D. & H.O. Wills war ein britischer Tabak-Importeur und Zigarettenhersteller in Bristol, England. Die Gesellschaft war Gründungsmitglied des Verbundes der Imperial Tobacco Group PLC.

## Firmengeschichte
Gegründet wurde das Unternehmen 1786 von Henry Overton Wills I und seinem Partner Samuel Watkins als „Wills, Watkins & Co.“. Die beiden eröffneten einen Laden in der Castle Street in Bristol. Nachdem Watkins 1789 ausgeschieden war, wurde die Firma in „Wills & Co.“ umbenannt. Von 1791 bis 1793 firmierte sie dann als „Lilly, Wills & Co.“, nachdem die Gesellschaft mit der Firma von Peter Lilly verschmolzen worden war, welcher in „Land Yeo“ bei Barrow Gurney (North Somerset) eine Schnupftabak-Fabrik aufgebaut hatte. Ab 1793 bis zu seiner Pension (Wills) im Jahr 1803, hieß die Firma „Lilly and Wills“. 1826 übernahmen die Wills-Söhne William Day Wills und Henry Overton Wills das Unternehmen und gaben ihm den eingangs genannten Namen.
Das Unternehmen W.D. & H.O. Wills trat besonders im Bereich der Arbeitnehmerfürsorge in Erscheinung. So galt die Firma als einer der Pioniere des Kantinenwesens und der freien ärztlichen Versorgung. Sporteinrichtungen und bezahlter Urlaub für die Mitarbeiter gehörten zum Selbstverständnis der Firma. Der erste eingebrachte Markenartikel war „Bristol“, zwischen 1871 und 1974, der am Londoner Standort hergestellt wurde. „Three Castles“ and „Gold Flake“ folgten 1878 sowie „Woodbine“ zehn Jahre später. „Embassy“ wurde 1914 eingeführt und reproduziert im Jahr 1962.
Neben Bristol wurden Standorte in Swindon, Dublin, Newcastle upon Tyne und Glasgow eingerichtet. Das Unternehmen wuchs und bald handelte es sich um eine der größten Zigarettenfabriken Europas. Skidmore, Owings and Merrill aus Chicago errichteten 1974 das Hartcliffe Bristol; 1990 wurde der Standort bereits wieder geschlossen. Die Fabrikationsanlagen und Lagerstätten blieben bestehen, viele Gebäude wurden umfunktioniert (Beispiel: Tobacco Factory Theatre).
1901 wurde „Imperial Tobacco“ gegründet. Darin gingen neben W.D. & H.O. Wills sieben weitere Gesellschaften auf. Christopher Wills war das letzte Familienmitglied von W.D. & H.O. Wills; er trat als Manager der Firma 1969 zurück.

## Bekannte Produkte
1959 lancierte das Unternehmen den kurzlebigen Markennamen Strand.
In Indien etablierte sich The Gold Flake (Classic), produziert unter dem Namen ITC Limited, vormals Imperial Tobacco Company.

## Trivia
Am Firmensitz wurde die Episode 95, The Sun Makers (1977), der englischen Filmserie Doctor Who gedreht. 